# Castell de Rocamora (Montferri)
El castell de Rocamora està situat a Montferri (Alt Camp) i antigament fou conegut com a castell de Montferri o de Puigtinyós. L'edifici va ser construït per tal de defensar la zona fronterera del riu Gaià a l'època de la Reconquesta. L'any 1985 va ser declarat Bé d'Interès Cultural.

## Descripció
La seva planta és irregular i té coberta de teula a dos vessants, a diferent nivell. La construcció consta de planta baixa, pis i golfes. És un edifici molt modificat en la seva façana principal, que actualment està arrebossada i pintada curosament, i on es disposen les obertures, totes elles d'arc escarser. La resta de l'edifici disposa d'obertures distribuïdes irregularment i el material bàsic de construcció és la pedra vista. Al costat del castell hi ha altres dependències utilitzades com a serveis, i també una construcció de planta circular amb forma de torre. El conjunt queda protegit per una tanca.

## Història
Les notícies documentals sobre aquest castell són escasses. Alguns documents el daten de l'any 1010, quan depenia del terme de Castellví de la Marca i es pensa en la possibilitat que el seu origen fos àrab.

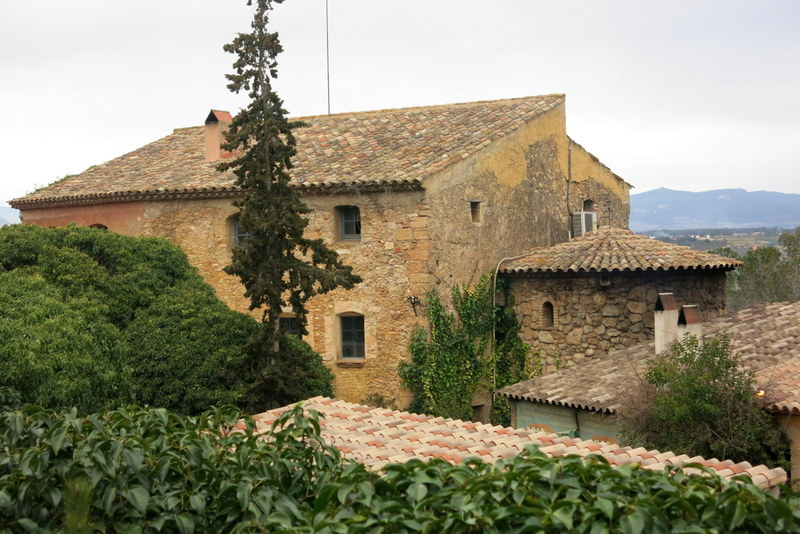
Castell de Rocamora (2018)

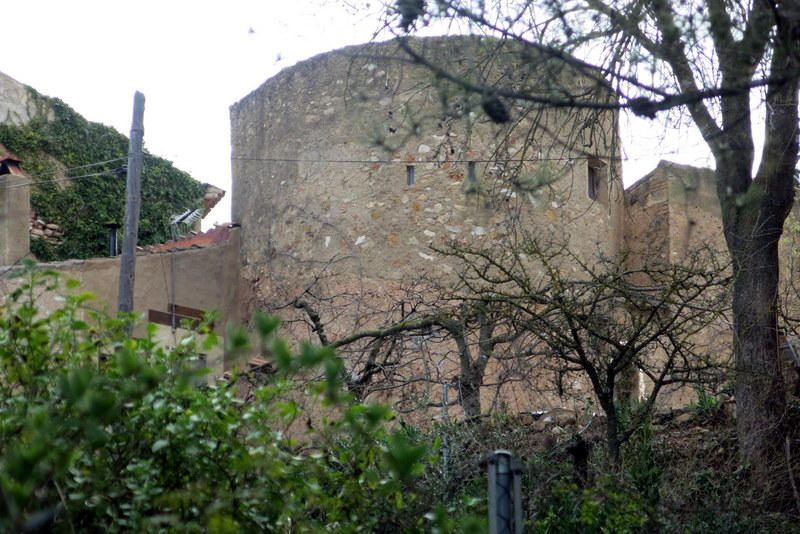
Castell de Rocamora (2018)

L'any 1072, surt esmentat en la carta de població que Bonfill Guillem de Castellvell i la seva muller Sicarda, atorgaren a Guillem Isarn. Degué ésser en un primer moment un castell subsidiari del castell de Castellví de la Marca. Com aquest, fou una fortalesa dels Castellvell. A l'inici del segle xiii la senyorejava Guillema de Castellvell, que es casà amb Guillem Ramon I de Montcada, vescomte de Bearn. Un fill d'ambdós, Guillem II de Montcada, en fer testament el 1229, poc abans d'anar a la conquesta de Mallorca, llegà el castell de Puigtinyós al monestir de Santes Creus. La seva muller, la comtessa Garsenda, filla del comte Alfons de Provença, el 1230 feu donació al mateix cenobi de tots aquells drets que ella tenia per raó del seu esponsalici sobre el castell. Dos anys més tard, Garsenda confirmà de nou el llegat de Guillem II de Montcada. No obstant això sorgiren diverses controvèrsies entre els marmessors del testament de l'esmentat Guillem i el monestir arran dels límits jurisdiccionals del llegat. Aquesta disputa s'acabà a favor del monestir segons consta en un document datat el 8 d'octubre de 1233.
Vers l'any 1284, però, tornaren a iniciar-se els desacords entre Gastó VII, vescomte de Bearn, senyor de Montcada i de Castellvell, i el monestir de Santes Creus per qüestions de jurisdicció. Finalment, signaren un pacte pel qual el mer imperi seria exercit pel vescomte, metre que el mixt imperi i la jurisdicció civil ho serien pel monestir. Aquesta sentència fou confirmada el 1402 pel rei Martí I. Posteriorment, el mer imperi passà a mans del rei, tal com consta en una sentència promulgada el 1562.
Al segle xiv, el monestir de Santes Creus vengué el castell a Arnau de Llobets, senyor del terme de La Figuerola, si bé hi mantingué alguns drets. El 1499, Joan de Figueroa el vengué a Guillem Bembell de Puigtinyós, el qual a l'inici del segle xvi emparentà amb la família Rocamora, una rica família provinent de Valls. Els Rocamora van ser propietaris durant un període molt llarg i el seu nom lligat al castell, s'ha mantingut fins als nostres dies.
Des de 1844 els seus propietaris són els Pagès, que encara el conserven, i hi han fet diverses obres de restauració. En l'actualitat, el castell es presenta com un casal senyorial tardà (segles XVII-XVIII) i no conserva vestigis del castell romànic. Ha estat restaurat i actualment funciona com a restaurant.